# Nyugati pályaudvar (Cseh Tamás-album)
A Nyugati pályaudvar Cseh Tamás 1993-as kiadású CD-je. A hanganyag az 1991/92-es évadban a Katona József Színházban adott hasonló című estjének kivonata; a Frontátvonuláshoz hasonlóan itt is Vízi és Ecsédi történetét követhetjük nyomon. Szövegét írta Bereményi Géza, közreműködik Mártha István – Cseh Tamás korábbi egész-estés előadásaihoz képest jóval több prózát és kevesebb dalt tartalmaz.
Amikor elkezdtük írni a műsort, Géza kisvártatva letett elém négy prózai oldalt. Hogy akkor ez lesz az eleje. Innét már tudtam, hogy ez egy prózai műsor lesz. A dalok kevésnek bizonyultak ennek a tarka világnak a bemutatásához. S úgy vonzott minket ez a kihívás, mint valami mély örvény.

## A műsor egyes kiadványokon
A teljes műsor csak műsoros kazettán jelent meg (84 perc),  CD-n annak csak egy 73 perces rövidített változata hallható, ezzel csak részben azonos a Hungarotonmusic digitálisan letölthető változata (42 perc).

### CD-kiadás
1. Halaknak álma – 18'32"
2. Horda – 6'07"
3. Tímeának babája – 10'17"
4. Marilyn dala – 13'43"
5. Tevedal – 19'33"
6. Finálé	- 5'09"

Összidő: 73:21

### Digitális letöltés
1. Halaknak álma – 16:16
2. A magyarok mindig győznek – 2:19
3. Az oroszok dala – 8:54
4. Menekültek – 2:22
5. Horda – 6:08
6. Timeának babája – 6:51

A teljes album: 42:50

## A szövegkönyv
A műsor teljes szövegkönyve megjelent Kelet-nyugati pályaudvar címmel 1993-ban a T-Twins kiadó gondozásában. A kötetben együtt szerepel a Frontátvonulás (1979), a Jóslat (1981) és a Nyugati Pályaudvar (1992) szövege.